# Kalibening (Dukun)
Kalibening is een bestuurslaag in het regentschap Magelang van de provincie Midden-Java, Indonesië. Kalibening telt 2484 inwoners (volkstelling 2010).